# Lista de voos suborbitais com uma tripulação totalmente civil
Seguindo a definição de que uma pessoa civil é alguém que não faz parte das forças armadas de seu país, estes são os voos espaciais suborbitais com uma tripulação totalmente civil:

## Lista
| No. | Missão        | Nave           | Data       | Tripulação                                                                                                 | Resultado | Ref.                |
| --- | ------------- | -------------- | ---------- | --- | --------- | ------------------- |
| 1   | X-15 F77 [en] | X-15           | 17.01.1963 | Joseph Walker                                                                                              | Sucesso   | [ 3 ] [ 4 ] [ 5 ]   |
| 2   | X-15 F90 [en] | X-15 #3        | 19.07.1963 | Joseph Walker                                                                                              | Sucesso   | [ 6 ] [ 5 ]         |
| 3   | X-15 F91 [en] | X-15           | 22.08.1963 | Joseph Walker                                                                                              | Sucesso   | [ 7 ] [ 5 ]         |
| 4   | X-15 150 [en] | X-15           | 22.09.1965 | John B. McKay [en]                                                                                         | Sucesso   | [ 8 ] [ 9 ] [ 5 ]   |
| 5   | X-15 174 [en] | X-15           | 01.11.1966 | William H. Dana [en]                                                                                       | Sucesso   | [ 10 ] [ 11 ] [ 5 ] |
| 6   | X-15 197 [en] | X-15           | 21.08.1968 | William H. Dana [en]                                                                                       | Sucesso   | [ 12 ] [ 13 ] [ 5 ] |
| 7   | SSO15P [en]   | SpaceShipOne   | 21.06.2004 | Mike Melvill                                                                                               | Sucesso   | [ 14 ] [ 5 ]        |
| 8   | SSO16P [en]   | SpaceShipOne   | 29.09.2004 | Mike Melvill                                                                                               | Sucesso   | [ 15 ] [ 5 ]        |
| 9   | SSO17P [en]   | SpaceShipOne   | 04.10.2004 | Brian Binnie                                                                                               | Sucesso   | [ 16 ] [ 5 ]        |
| 10  | VP-03         | VSS Unity      | 13.12.2018 | Mark P. Stucky [en], Frederick Sturckow                                                                    | Sucesso   | [ 17 ] [ 5 ]        |
| 11  | VF-01         | VSS Unity      | 22.02.2019 | David Mackay [en], Mike Masucci [en], Beth Moses [en]                                                      | Sucesso   | [ 18 ] [ 5 ]        |
| 12  | Unity 21 [en] | VSS Unity      | 22.05.2021 | Frederick Sturckow, David Mackay [en]                                                                      | Sucesso   | [ 5 ]               |
| 13  | Unity 22      | VSS Unity      | 11.06.2021 | David Mackay [en], Mike Masucci [en], Sirisha Bandla, Colin Bennett [en], Beth Moses [en], Richard Branson | Sucesso   | [ 5 ]               |
| 14  | NS-16         | RSS First Step | 20.07.2021 | Jeff Bezos, Mark Bezos [en], Wally Funk, Oliver Daemen [en]                                                | Sucesso   | [ 5 ]               |
| 15  | NS-18         | RSS First Step | 13.10.2021 | Audrey Powers, Chris Boshuizen, Glen de Vries, William Shatner                                             | Sucesso   | [ 5 ]               |
| 16  | NS-19 [en]    | RSS First Step | 11.12.2021 | Michael Strahan, Laura Shepard-Churchley, Dylan Taylor, Lane Bess, Cameron Bess, Evan L. Dick              | Sucesso   | [ 5 ]               |
| 17  | NS-20 [en]    | RSS First Step | 31.03.2022 | Marty Allen, Sharon Hagle, Marc Hagle, Jim Kitchen, George Nield, Gary Lai                                 | Sucesso   | [ 19 ]              |
| 18  | NS-21         | RSS First Step | 04.06.2022 | Evan Dick, Katya Echazarreta, Hamish Harding, Victor Correa Hespanha, Jaison Robinson, Victor Vescovo      | Sucesso   | [ 19 ]              |
| 19  | NS-22         | RSS First Step | 2022.08.04 | Coby Cotton, Mário Ferreira, Vanessa O'Brien, Clint Kelly III, Sara Sabry, Steve Young                     | Sucesso   | [ 19 ]              |
| 20  | Unity25       | VSS Unity      | 25.05.2023 | Michael Masucci, Frederick Sturckow, Beth Moses, Luke Mays, Jamila Gilbert, Christopher Huie               | Sucesso   | [ 2 ]               |

Legenda:
     Voos com turistas espaciais.